# Oogontsteking
Oogontsteking is een algemene term waaronder allerlei ontstekingen van het oog begrepen worden.
- keratitis (hoornvliesontsteking)
- blefaritis (ooglidontsteking)
- conjunctivitis (bindvliesontsteking)
- uveïtis (ontsteking van het inwendige oog)